# Scala (Svendborg)
 For alternative betydninger, se Scala. (Se også artikler, som begynder med Scala)
Scala er en biograf i Svendborg på Sydfyn, der åbnede i 1955. Der er fire sale, hvoraf den største kan rumme 260 gæster.
Ved opførelsen i 1955 var der kun én sal. Man havde budgetteret med en pris på 750.000 kr. (ca. 10,9 mio. kr., 2014), men den endelige pris endte på omkring 1 mio. kr. (ca. 14,5 mio. kr., 2014) med Svendborg Kommune som bygherre. Det var på dette tidspunkt den teknisk mest avancerede biograf på Fyn.
I 1967 forsøgte kommunen at sælge biografen, men da man ikke kunne få den ønskede pris, blev det opgivet. I 1977 blev Scala udvidet med yderligere to sale.

## Store Marthadag
Hvert år i maj måned afholdes Store Marthadag, der fejre den danske folkekomedie Martha, der udkom i 1967. Arrangementet afholdes i et samarbejde mellem Scala, der viser filmen i deres største sal og en restaurant på gågaden har indrettet en del af sit serveringsområde som messen ombord på skibet. Der er i alt 260 pladser hvert år, da dette er biografens kapacitet, og billetterne bliver solgt inden for meget kort tid.